# Mészáros István (labdarúgó, 1980)
Mészáros István (Szekszárd, 1980. március 3. –) magyar labdarúgó, jelenleg a Szekszárdi UFC vezetőedzői feladatait látja el

## Pályafutása

### Paksi FC
A Szekszárdi UFC utánpótlásában nevelkedett, innen igazolt 2003-ban a Paksi FC csapatához, amellyel 2006-ban megnyerte a másodosztályt.
Először első osztályú mérkőzésen 2006. augusztus 27-én lépett pályára az FC Fehérvár ellen 2–0-ra elvesztett bajnokin.
A középcsapatnak számító Paksban megbízható kiegészítő emberré vált.

## Sikerei, díjai
Szekszárdi UFC
- Magyar harmadosztály: bajnok, 2003

Paksi FC
- Magyar bajnokság: ezüstérmes, 2011
- Ligakupa-győztes: 2011
- Ligakupa-döntős: 2010
- Magyar másodosztály: bajnok, 2006
- Magyar harmadosztály: bajnok, 2011